# Biljonair

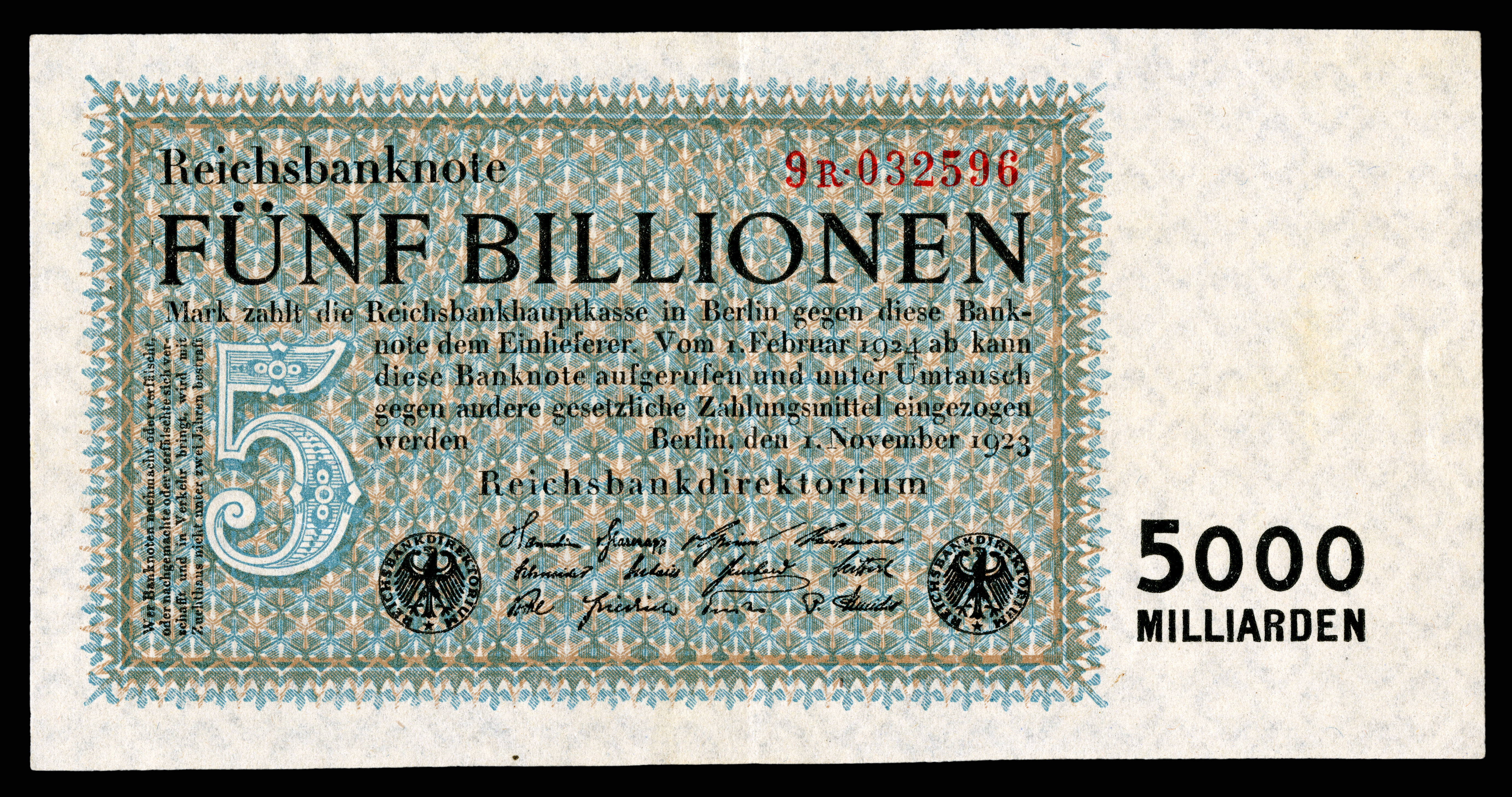
Duits bankbiljet van 5 biljoen mark uit 1923

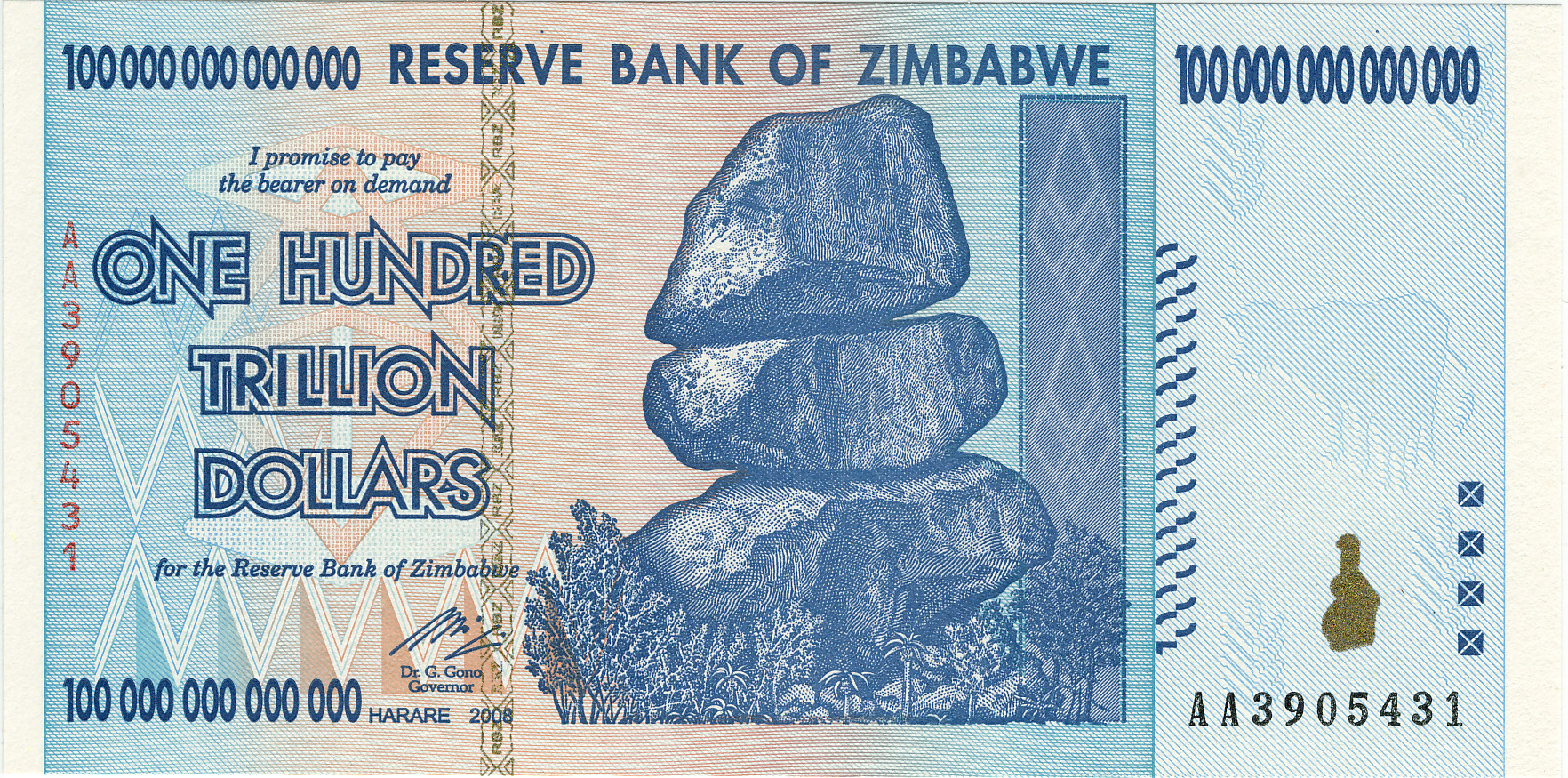
Zimbabwaans bankbiljet van 100 biljoen dollar uit 2009 (nooit in omloop gebracht)

Een biljonair is een persoon met een privévermogen van 1 biljoen eenheden van een valuta.
In dollars of euro's gemeten zijn er tot op heden geen biljonairs op de wereld. In tijden van hyperinflatie waren er wel biljonairs in andere valuta's, alleen waren die op dat moment zo weinig waard dat men bijna niks voor het geld kon kopen. Zo waren er in Duitsland in 1923 bankbiljetten van meerdere biljoenen marken in omloop.
Het biljet met de hoogste nominale waarde ooit in omloop gebracht, was het biljet van 100 miljoen Hongaarse B-pengő's in 1946. B-pengő, voluit bilpengő, was een aanduiding voor een biljoen pengő. 100 miljoen B-pengő is dus 100 triljoen pengő.
In Zimbabwe werd er tegen het einde van de hyperinflatie in 2009 een bankbiljet van 100 biljoen Zimbabwaanse dollars gedrukt. Voor dat bedrag kon men toen niet eens een buskaartje kopen.

## Valse vrienden
Een biljonair bezit 1.000.000.000.000 eenheden van die munt. Zijn Engelstalige homoniem bezit er 'slechts' 1.000.000.000, zie korte en lange schaalverdeling.